# Susch
Susch (, toponimo romancio; in tedesco Süs, desueto, ufficiale fino al 1943; in italiano Susio, desueto) è una frazione di 219 abitanti del comune svizzero di Zernez, nella regione Engiadina Bassa/Val Müstair (Canton Grigioni).

## Geografia fisica
Susch è situato in Bassa Engadina, sul lato sinistro del fiume Inn; dista 27 km da Davos, 39 km da Sankt Moritz, 79 km da Landeck e 82 km da Coira. Il punto più elevato del territorio è la cima del Piz Linard (3 411  m s.l.m.), sul confine con Lavin; il passo Flüela (2 383 m s.l.m.) è situato sul confine con Davos.

## Storia
Già comune autonomo istituito nel 1851 e che si estendeva per 93,93 km², il 1º gennaio 2015 è stato accorpato a Zernez assieme all'altro comune soppresso di Lavin.

## Monumenti e luoghi d'interesse

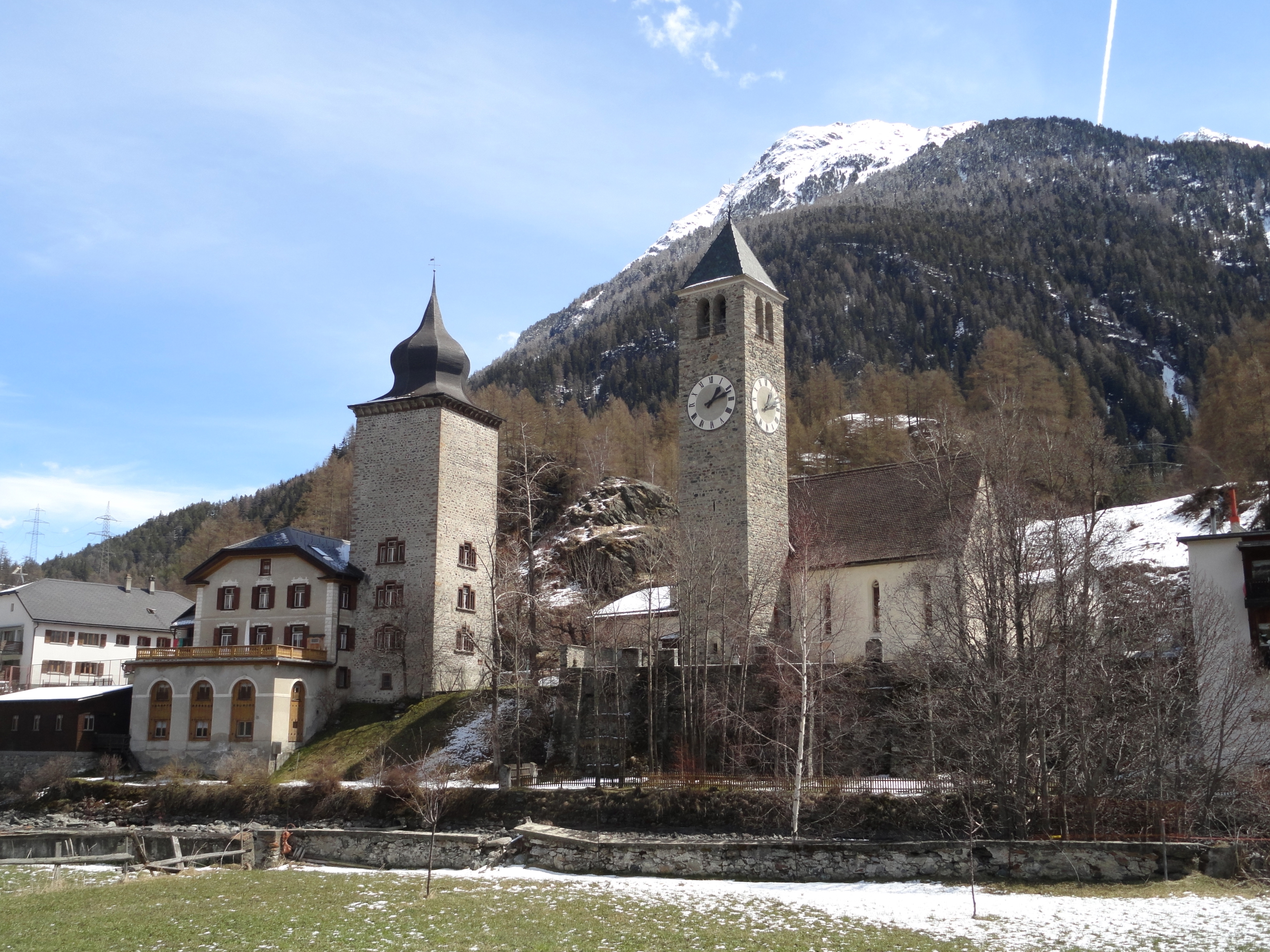
La chiesa riformata e la torre Planta

- Chiesa riformata, eretta nel 1515 circa[1];
- Fortezza di Chaschinas, eretta nel 1635[1];
- Torre La Praschun, attestata dal 1200 circa[1];
- Torre Planta, eretta nel XIII secolo[1];
- Muzeum Susch, di arte moderna e contemporanea.

## Società

### Evoluzione demografica
L'evoluzione demografica è riportata nella seguente tabella:
Abitanti censiti

### Lingue e dialetti
A Lavin il 65% della popolazione parla romancio, il 30% tedesco.

## Infrastrutture e trasporti

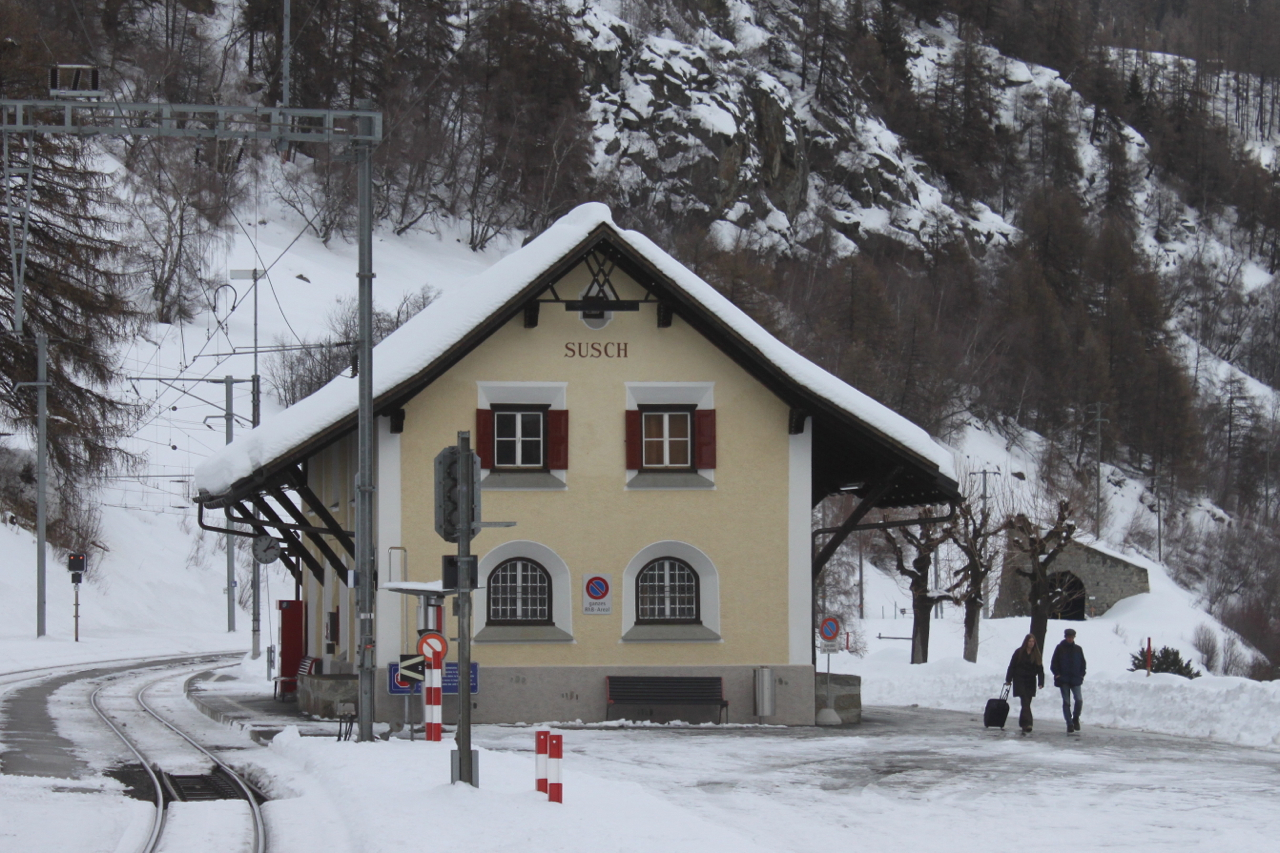
La stazione di Susch

È servito dalle stazioni ferroviarie di Sagliains e di Susch della Ferrovia Retica, sulla linea Pontresina-Scuol.